# Araber, Beduinen und Betrüger
Araber, Beduinen und Betrüger (Originaltitel: Outlaws of the Desert) ist ein Western aus US-amerikanischer Produktion, der vierzigste Film der Hopalong-Cassidy-Reihe und gleichzeitig der vorletzte für die Paramount Pictures, bevor 1942 United Artists weitere Filme produzierte. Deutschsprachige Erstaufführung war am 18. Dezember 1951.

## Handlung
Hopalong Cassidy soll im Auftrag der Regierung Pferde einkaufen; dazu begibt er sich mit seinen zwei Gefährten California und Johnny auf die arabische Halbinsel, wo er feststellen muss, dass die Gangster und Hintermänner dort sich nur in ihrer Gewandung von denen im amerikanischen Westen unterscheiden. So werden sie von Sheik Suleiman gefangengesetzt. Hopalong muss nicht nur sich, sondern auch zwei in Gefahr befindliche Damen befreien.

## Kritik
Das Lexikon des internationalen Films vermutet, „akuter Stoffmangel führte zu diesem überraschenden Szenenwechsel in der naiven Westernserie.“ Joe Hembus sah diesen Schauplatzwechsel positiver: „Ein ganz witziger Beweis, daß den Hopalong-Cassidy-Autoren nie die Phantasie ausging.“